# هارولد غريني (صحفي)
هارولد غريني (بالإنجليزية: Harold Greene)‏ هو صحفي أمريكي، ولد في 1 ديسمبر 1944.